# Conus nux
Espèce
Statut de conservation UICN

 LC  : Préoccupation mineure
Conus nux est une espèce de mollusques gastéropodes marins de la famille des Conidae.
Comme toutes les espèces du genre Conus, ces escargots sont prédateurs et venimeux. Ils sont capables de « piquer » les humains et doivent donc être manipulés avec précaution, voire pas du tout.

## Description
La taille de la coquille varie entre 10 mm et 26 mm. La coquille est couronnée d'une spire plutôt déprimée. Elle est granuleuse et striée vers la base. Sa couleur est blanche, diversement marbrée de marron, souvent obscurément rayée de blanc à la partie supérieure et sous le milieu du verticille. La base est teintée de violet. 

## Distribution
Cette espèce est présente dans l'océan Pacifique au large du sud-ouest de la péninsule de Basse-Californie, du Mexique jusqu'à l'Équateur ; au large des îles Galápagos.

### Niveau de risque d’extinction de l’espèce
Selon l'analyse de l'UICN réalisée en 2011 pour la définition du niveau de risque d'extinction, cette espèce s'étend du golfe de Californie au nord du Pérou, y compris les îles Galapagos, Clipperton, Revillagigedo et Cocos. Cette espèce a une large distribution et n'est pas fortement collectée. On ne pense pas qu'elle soit confrontée à des menaces majeures, et il est probable qu'on la trouve dans des zones marines protégées. C'est également le Conus le plus commun dans le Pacifique oriental. Elle est classée dans la catégorie "préoccupation mineure".

## Taxonomie

### Publication originale
L'espèce Conus nux a été décrite pour la première fois en 1833 par le naturaliste britannique William John Broderip dans « Proceedings of the Zoological Society of London »,.

### Synonymes
- Conus (Harmoniconus) nux Broderip, 1833 · appellation alternative
- Conus pusillus Gould, 1853 · non accepté (invalide : homonyme junior de Conus..)
- invalide : junior homonym of Conus pusillus Lamarck, 1810
- Harmoniconus nux (Broderip, 1833) · non accepté